# Bergerlinna
| Bahnhofsgebäude in Dal |                      |                                |                                |
| Dal, Strecke zum Hurdalssjøen |                      |                                |                                |
| Streckenlänge: | etwa 6 km            |                                |                                |
| Spurweite: | 1435 mm (Normalspur) |                                |                                |
| |                      |                                |                                |
| \| \| \| Hovedbanen von Eidsvoll \| \| \| \| Dal 60,25° N, 11,2° O \| \| \| \| Hovedbanen nach Oslo S \| \| \| \| Berger Bruk 60,27° N, 11,12° O \| |                      |                                |                                |
| Strecke |                      | Hovedbanen von Eidsvoll        | Hovedbanen von Eidsvoll        |
| Bahnhof |                      | Dal 60,25° N, 11,2° O          | Dal 60,25° N, 11,2° O          |
| Abzweig ehemals geradeaus und nach links |                      | Hovedbanen nach Oslo S         | Hovedbanen nach Oslo S         |
| Betriebs-/Güterbahnhof Streckenende (Strecke außer Betrieb)                                                                                         |                      | Berger Bruk 60,27° N, 11,12° O | Berger Bruk 60,27° N, 11,12° O |

Bergerlinna ist der Name der Bahnstrecke, die vom norwegischen Bahnhof Dal im Fylke Akershus nach Berger Bruk am Hurdalssjøen führte. Die Strecke diente nur dem Güterverkehr.

## Geschichte
Seit 1703 hatte sich die Holzfirma Mathiesen Linnerud aus Groruddalen große Waldgebiete in Hurdal gesichert. Über viele Jahre wurde Holz aus den Wäldern über den Hurdalsjøen bis zum Sägewerk von Rustad geflößt. Die in Rustad gesägten Bretter wurde mit Pferdewagen oder Schlitten nach Christiania befördert.
Als der Kammerherr Haaken Lampert Mathiesen 1852 Berger Bruk, das aus einem Sägewerk und einer Glashütte bestand, übernahm, sah er die Möglichkeit, mit einem Gleisanschluss zur Hauptstrecke alle Holzwaren, die in Christiania gehandelt werden sollten, effektiver zu befördern. Die Waren aus Berger Bruk, des ersten Dampfsägewerkes der Region, sorgten ab der Eröffnung der Strecke für den größten Güterverkehrsanteil mit dem Transport von Holz nach Dal.
Der Bau der Strecke wurde mit der Eröffnung der Hovedbane zwischen Christiania und Eidsvoll am 1. September 1854 abgeschlossen. Die Strecke wurde mit Pferden betrieben. Die Schienen wurden wie bei der Hauptbahn auf Längsbalken gelegt. Während diese Längsbalken auf der Hauptstrecke in den 1860er Jahren ersetzt wurden, blieben sie auf der Bergerlinna bis zur Schließung der Strecke 1895 in Gebrauch. Da die Strecke in gleicher Bauweise zusammen mit der Hovedbane erbaut wurde, ist anzunehmen, dass die Spurweite wie bei der Hauptbahnstrecke 1435 mm betrug. In den Quellen sind jedoch keine Nachweise dafür zu finden.
Sägewerk und Glashütte wurden später stillgelegt und abgerissen, die Flächen sind überwachsen.

## Streckenführung
Überreste der Strecke sind heute noch vorhanden. Reste der Stämme, auf denen die Gleise verlegt wurden, sind in einigen Streckenabschnitten zu finden.
Der Großteil ist als Wanderweg von Berger nach Südosten durch die Wälder erhalten. Im Westen des Bahnhofes Dal sind die Spuren durch die E6 und neue Wohngebiete zerschnitten oder zerstört worden: vom Kreisverkehr an der Kreuzung Risebruvegen und Sessvollvegen geht der ehemalige Bahndamm nach Osten in Richtung der E 6. Die ehemalige Strecke führt durch einen Wald mit Kulturland im Süden sowie einigen Wohngebieten auf beiden Seiten. Die erkennbare ehemalige Gleislage endet dort, wo sie von der E6 geschnitten wird. Östlich der E 6 führt die Strecke wiederum durch ein Wohngebiet. Der erste Teil liegt etwa 150 Meter lang auf einer Forststraße durch einen Kiefernwald, bevor sie durch eine Straße und ein Wohngebäude unterbrochen wird. An der Neubaustrecke wurde sie überbaut, die östlichen Teile sind im Gelände gut erhalten. In Richtung weiter östlich ist die Trasse nur noch schwer erkennbar und endet an einem Wohnhaus.
Die Reste der Bahnstrecke sind als Kulturdenkmal eingestuft.